# Proceratium

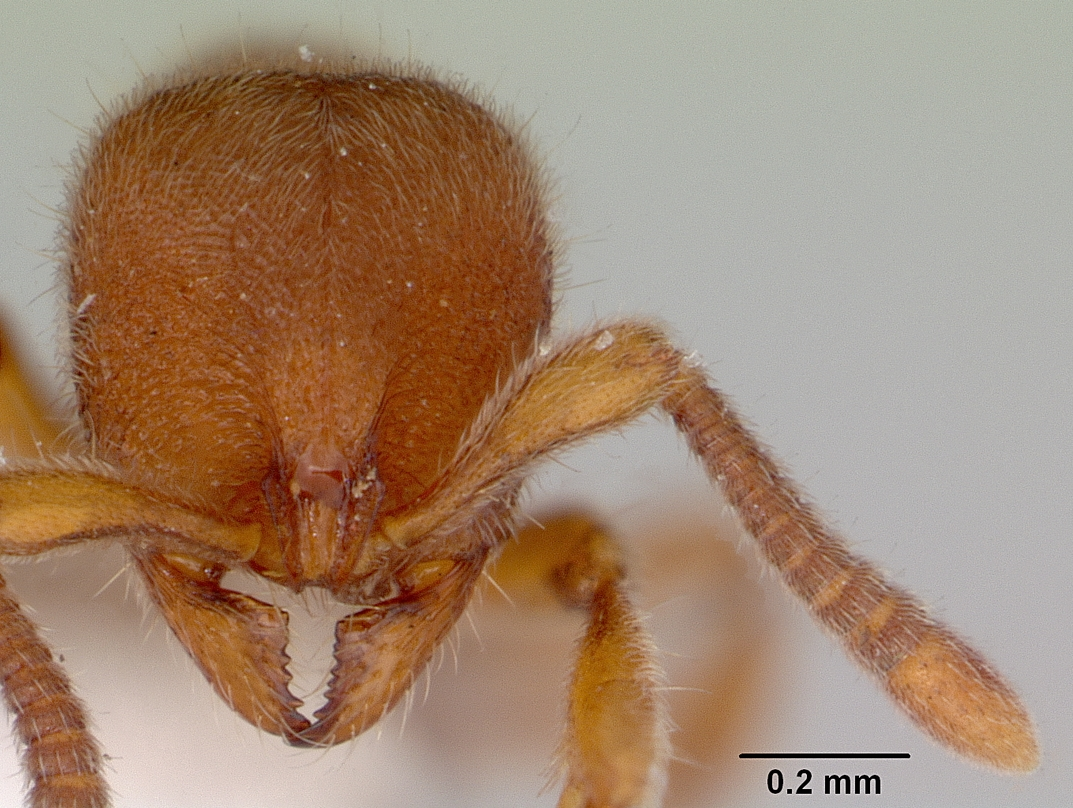
Муравей Proceratium australe

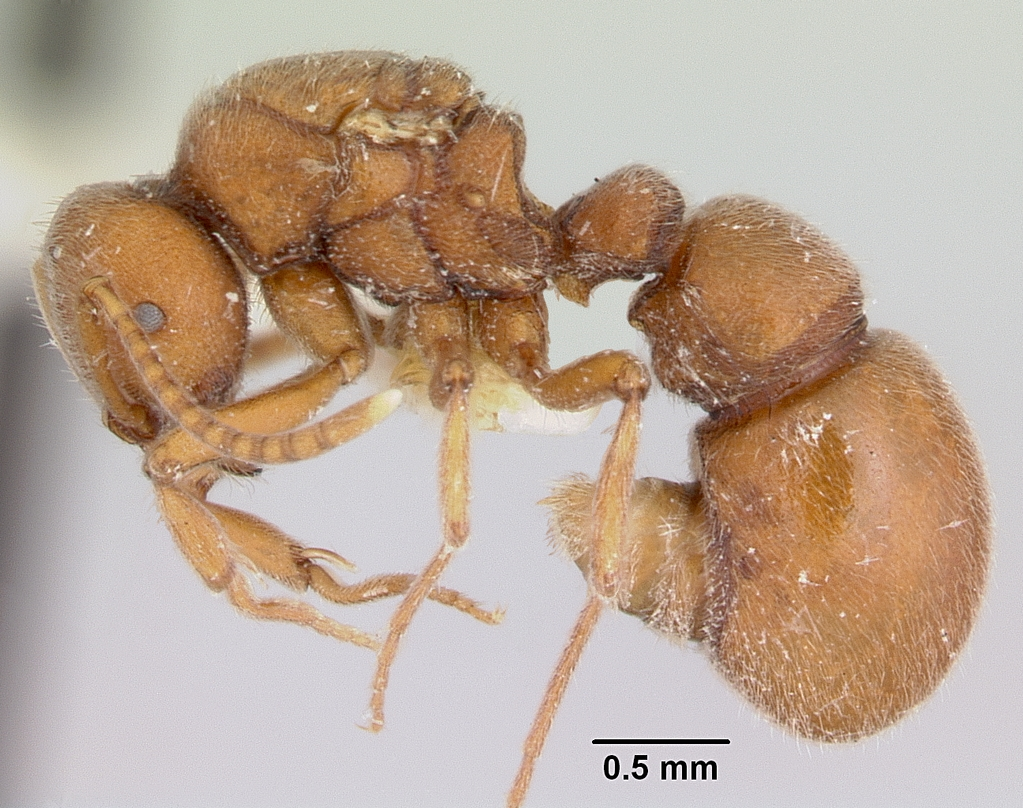
Муравей Proceratium compitale

Proceratium (лат.) — род муравьёв (Formicidae) из подсемейства Proceratiinae.

## Распространение
Всесветно, главным образом, в тропиках.

## Описание
Мелкие муравьи (длина около 2—4 мм) с загнутым вниз и вперёд кончиком брюшком. Формула щупиков 3,2, 4,3, 5,2 или 5,3. Семьи малочисленные, не более 300 особей (чаще несколько десятков). Встречаются матки двух типов, нормальные и эргатоидные (эргатогины, сходные с рабочими формы, имеющие оцеллии, крупные глаза, без крыльев). Охотятся на яйца пауков и других членистоногих.

## Систематика
Около 80 видов, включая 6 ископаемых: †P. denticulatum, †P. dominicanum, †P. eocenicum, †P. gibberum, †P. petrosum, †P. poinari . Типовой род трибы Proceratiini, которая в дополнение к Proceratium также включает два редких рода: современный Discothyrea и ископаемый Bradoponera из эоценовых янтарей Европы. Ранее включали в подсемейство Понерины.
- P. algiricum Forel, 1899
- P. angulinode De Andrade, 2003
- P. arnoldi Forel, 1913
- P. australe De Andrade, 2003
- P. austronesicum De Andrade, 2003
- P. avium Brown, 1974
- P. banjaranense De Andrade, 2003
- P. bhutanense De Andrade, 2003
- P. boltoni Leston, 1971
- P. brasiliense Borgmeier, 1959
- P. burundense De Andrade, 2003
- P. caledonicum De Andrade, 2003
- P. californicum Cook, 1953
- P. catio De Andrade, 2003
- P. cavinodus De Andrade, 2003
- P. colombicum De Andrade, 2003
- P. compitale Ward, 1988
- P. confinium De Andrade, 2003
- P. convexiceps Borgmeier, 1957
- P. crassicorne Emery, 1895
- P. creek De Andrade, 2003
- P. croceum (Roger, 1860)
- P. cubanum De Andrade, 2003
- P. chickasaw De Andrade, 2003
- P. dayak De Andrade, 2003
- P. deelemani Perrault, 1981
- P. diplopyx Brown, 1980
- P. dusun De Andrade, 2003
- P. ecuadoriense De Andrade, 2003
- P. foveolatum De Andrade, 2003
- P. galilaeum De Andrade, 2003
- P. gigas De Andrade, 2003
- P. goliath Kempf & Brown, 1968
- P. google Fisher, 2005
- P. gracile De Andrade, 2003
- P. hirsutum De Andrade, 2003
- P. itoi (Forel, 1918)
- P. ivimka De Andrade, 2003
- P. japonicum Santschi, 1937
- P. lattkei De Andrade, 2003
- P. lombokense Emery, 1897
- P. longigaster Karavaiev, 1935
- P. longiscapus De Andrade, 2003
- P. longmenense Xu, 2006
- P. lunatum Terron, 1981
- P. malesianum De Andrade, 2003
- P. mancum Mann, 1922
- P. melinum (Roger, 1860)
- P. melitense De Andrade, 2003
- P. mexicanum De Andrade, 2003
- P. micrommatum (Roger, 1863)
- P. microsculptum De Andrade, 2003
- P. morisitai Onoyama & Yoshimura, 2002
- P. nujiangense Xu, 2006
- P. numidicum Santschi, 1912
- P. oceanicum De Andrade, 2003
- P. panamense De Andrade, 2003
- P. papuanum Emery, 1897
- P. pergandei (Emery, 1895)
- P. poinari Baroni Urbani & De Andrade, 2003
- P. politum De Andrade, 2003
- P. pumilio De Andrade, 2003
- P. relictum Mann, 1921
- P. robustum De Andrade, 2003
- P. siamense De Andrade, 2003
- P. silaceum Roger, 1863
- P. silisili Liu, Fischer & Economo, 2015
- P. snellingi Baroni Urbani & De Andrade, 2003
- P. stictum Brown, 1958
- P. striativenter De Andrade, 2003
- P. sulawense De Andrade, 2003
- P. taino De Andrade, 2003
- P. terraealtae De Andrade, 2003
- P. terroni Bolton, 1995
- P. tio Snelling & Cover, 1992
- P. toschii (Consani, 1951)
- P. transitionis De Andrade, 2003
- P. vinaka Hita Garcia, Sarnat & Economo, 2015
- P. watasei (Wheeler, W.M., 1906)
- P. williamsi Tiwari, 2000
- P. zhaoi Xu, 2000